# 埼玉県立鳩山高等学校
埼玉県立鳩山高等学校（さいたまけんりつ はとやまこうとうがっこう）は、埼玉県比企郡鳩山町松ヶ丘に所在する公立の高等学校。通称は「鳩高」（はとこう）。

## 設置学科
- 普通科
- 情報管理科

## 沿革
- 1983年（昭和58年） - 開校
- 2023年−令和5年度をもって募集停止[1]。
- 2026年−埼玉県立越生高等学校と統合する（予定）。

## 部活動
- 陸上競技部 - 1990年代を通じて全国高校駅伝に男子（1989, 1993年）・女子（1992, 1998年）それぞれが2回出場し、強豪埼玉栄高校の牙城を崩した恰好となった。また、男子駅伝では飯能高校が鳩山と相前後して同時期に2回出場している[2]。1993年度男子駅伝は全国11位の好記録をマークした[3]。

## 著名な卒業生
- 清水都貴 - プロロードレーサー

## アクセス
- 東武東上本線 高坂駅西口から、川越観光バス「高01:鳩山ニュータウンゆき」約10分
  - 「鳩山高校入口」バス停から徒歩5分
  - 「鳩山高校」バス停から徒歩0分（平日、高坂駅7時48,58分発、8時04,13,18分発のバスが乗り入れる）

※路線バスは、朝通学時間帯は1時間5本（7,8時台）、日中でも1時間4本が運行されている。